# Roman Šaronov
Roman Sergeevič Šaronov (in russo Роман Сергеевич Шаронов?; Mosca, 8 settembre 1976) è un ex calciatore e allenatore di calcio russo, di ruolo difensore.

## Palmarès

### Club

#### Competizioni nazionali
- Campionato russo: 2

Rubin Kazan': 2008, 2009
- Coppe di Russia: 1

Rubin Kazan: 2011-2012
- Supercoppa di Russia: 2

Rubin Kazan': 2010, 2012

#### Competizioni internazionali
- Coppa dei Campioni della CSI: 1

Rubin Kazan': 2010